# Терехово (озеро)
Терехово — пересыхающее озеро в Костанайском районе Костанайской области Казахстана. Находится в 13 км к северо-западу от Майколь.
По данным топографической съёмки 1958 года, площадь поверхности озера составляет 1,27 км². Наибольшая длина озера — 1,5 км, наибольшая ширина — 1,2 км. Длина береговой линии составляет 4,2 км, развитие береговой линии — 1,03. Озеро расположено на высоте 187,8 м над уровнем моря.